# Bartusz György
Bartusz György (Juraj Bartusz, J. Bartusz György) (Kéménd, 1933. október 23. –) szlovákiai magyar képzőművész, szobrász, akcióművész, egyetemi tanár. A Magyar Művészeti Akadémia tagja (2009).

## Életpályája
1950-1954 között a prágai Iparművészeti Középiskolában tanult. 1954-1958 között a prágai Képzőművészeti Főiskola hallgatója volt, ahol J. Wagner és J. Kavan tanították. 1958-1961 között a Prágai Képzőművészeti Akadémián tanult, itt K. Pokorny és K. Hladik oktatták.
1962-1963 között a kelet-szlovákiai Vasmű képzőművészeti arculatát tervezte, 1963-1990 között szabadfoglalkozású képzőművész. 1967-1971 között, illetve 1997 óta a Konkretisták Klubjának tagja. 1967-1989 között a Szlovákiai Képzőművészek Szövetségének tagja volt. 1973 óta számítógépes tervezéssel alkot. 1989 óta a Gerulata tagja. 1990-1997 között a Szlovákiai Magyar Képzőművészek Szövetségének tagja volt.
1990-1999 között a Pozsonyi Képzőművészeti Főiskola Szabad kreativitás műtermét vezette. 1992 óta egyetemi tanár. 1996 óta a Nemzetközi Fényszimpózium tagja. 1999 óta a Kassai Műszaki Egyetem szabad-művészeti tanszékvezetője.
Sokoldalú alkotó, több stíluskorszakot hagyott maga mögött, a radikális eklektika, majd az új szenzibilitás elmélete ragadta magával, ezt a távolságtartó minimalista stílust felváltotta a gesztusfestésre, hogy pillanatok alatt be tudja mutatni festményein, hogy éppen milyen érzések ragadták magával alkotás közben. Mai műveit posztmodern alkotásoknak szokás nevezni, melyeket gesztusfestményeinek sorozatai és Egon Bondy filozófusról készített egész alakos szobra reprezentál.

## Kiállításai (válogatás)
| - 1967, 1973, 1989, 1992-1993, 1999 Kassa - 1974, 1996, 1998 Pozsony - 1977 Varsó - 1980 Miskolc - 1988 Prága - 1991 Dunaszerdahely - 1992 Budapest - 1993 Zsolna - 1996 Besztercebánya - 1997 Úton Németh Ilonával, At Home Galéria, Somorja (katalógussal) - 2001 Üres terek, Miskolci Galéria Városi Művészeti Múzeum, Miskolc - 2009 Kelet-Szlovákiai Galéria, Kassa | - 1968 Párizs, Pozsony - 1969 Milánó, Firenze, Róma - 1979, 1981 Mexikó - 1985 Párizs - 1986 Pécs, Budapest - 1987 Budapest, Pozsony - 1989-1990, 1992-1993, 1995, 1997, 1999 Pozsony - 1990 Komárom - 1991, 1995 Zsolna, Budapest - 1993 Besztercebánya - 1994 Hamburg - 1996 Prága - 1997 Párkány - 1998 Konkretisták Klubja, Olomouc, Karlovy Vary, Klatovy, Ostrava - 1999 Konkretisták Klubja, Szlovák Nemzeti Galéria, Pozsony • Töredék (az akcióművészet változatai), G. mesta Bratislavy, Pozsony • Slovak Art for Free, XLVIII. velencei biennálé - Szlovák pavilon, Velence. |

## Köztéri művei (válogatás)[2]
- A korompai felkelés emlékműve (bronz, 1963-1971, Korompa)
- Kutuzov-emléktábla (bronz dombormű, Kassa, 1971)
- Energia (dúralumínium, 1979, Kassa)
- Az első világháború áldozatainak emlékműve (homokkő, 1983, Kassa, köztemető)
- Jel (dúralumínium, 1985, Bártfa)
- A második világháború áldozatainak emlékműve (öntött hidronálium, 1989, Mecenzéf)
- Anatómiai modulus (bronz, 1982-1990, Kassa, Orvosi Egyetem)
- Baróti Szabó Dávid-emléktábla (bronz, 1995, Kassa).
- Jakoby Gyula (bronz, Kassa, 1982)
- III. Béla király (bronz, Révkomárom, 2006)
- II. András (bronz, Révkomárom, 2007)

## Művei közgyűjteményekben (válogatás)
- Centro international de la cultura, Mexikó
- G. M. Bazovského, Trencsén
- Galerie der Stadt Esslingen, Esslingen (Németország)
- G. umenia, Érsekújvár
- G. umění, Karlovy Vary
- Kassák Lajos Emlékmúzeum, Budapest
- Kortárs Magyar Galéria, Dunaszerdahely
- Pécsi Galéria, Pécs
- Považská g. umenia, Zsolna
- Szlovák Nemzeti Galéria, Pozsony
- Szépművészeti Múzeum, Budapest
- Východoslovenská g., Kassa

## Díjai
- Kerületi szobrászati díj (1969)
- Cyprian Majernik-díj (1970)
- Pöstyén város díja (1984)
- Érdemes művész (1985, 1989-ben visszaadta)
- a 12. Besztercebányai Grafikai Biennálé díja (1993)
- a Szlovák Kormány Ezüst plakettje (2003)
- Munkácsy Mihály-díj (2004)